# Александровка (Ярковский район)
Александровка — деревня в Ярковском районе Тюменской области России. Входит в состав Плехановского сельского поселения. Входит в перечень труднодоступных и отдаленных местностей южных районов Тюменской области.
До 27 октября 1970 года входила в Верхнесидоровский сельсовет.

## География
Деревня находится в западной части Тюменской области, на левом берегу реки Калымка (приток реки Тавда), на расстоянии примерно 32 километров (по прямой) к северо-западу от села Ярково, административного центра района. Абсолютная высота — 52 метра над уровнем моря.

### Часовой пояс
Деревня Александровка, как и вся Тюменская область, находится в часовой зоне МСК+2. Смещение применяемого времени относительно UTC составляет +5:00.

## Население
| 2010 |
| ---- |
| 0    |

Согласно результатам переписи 2002 года население деревни составляло 8 человек. В национальной структуре населения преобладали русские (87 %).

## Улицы
Уличная сеть деревни состоит из одной улицы (ул. Лесная).